# Liberální demokracie

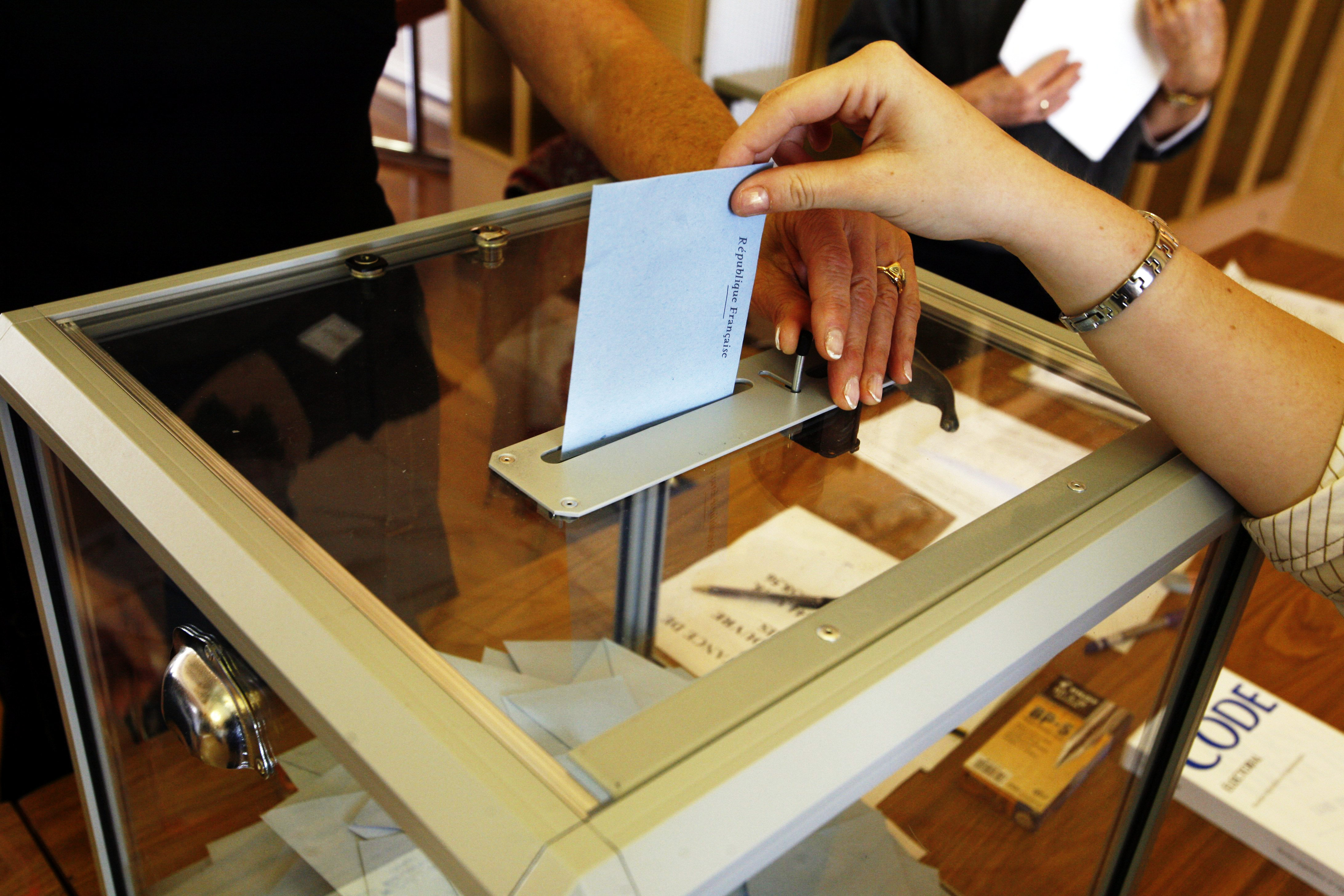
Všeobecné volby jsou definující součástí současné demokracie (Francie, 2007)

Liberální demokracie je politický režim, který vládne na principech zastupitelské demokracie a liberalismu. Pro tuto formu zřízení jsou charakteristické volby mezi sebou volně soutěžícími politickými subjekty, dělba moci a rozdělení pravomocí, právní stát (rovnost před zákonem, právo na spravedlivý proces, petiční právo), tržní ekonomika s ochranou soukromého vlastnictví, ochrana lidských i občanských práv pro všechny a občanská společnost.
Podobný význam mají pojmy ústavní (konstituční) demokracie (s důrazem na to, že moc státu a vůle lidu jsou limitovány ústavou a zákonem) a západní demokracie (s odkazem na to, že převládá v západních zemích). To ovšem neznamená, že by demokratické státy musely mít psanou ústavu (nemá ji např. Velká Británie) anebo že by musely patřit k západnímu kulturnímu okruhu (nepatří tam např. Japonsko).
Liberální demokracie není vázána na konkrétní státní zřízení. Může být republika (např. Francie, Německo či Spojené státy americké), anebo monarchie (např. Japonsko, Španělsko, Spojené království nebo Kanada). Mohou mít různé formy vlády. Existují demokratické prezidentské republiky (např. Brazílie, Mexiko, Spojené státy), poloprezidentské republiky (např. Francie, Tchaj-wan) nebo parlamentní republiky (např. Německo, Indie nebo Česko).

## Myšlenka
Liberální demokracie zásadně prosazuje volební právo bez ohledu na rasu, pohlaví či majetek jednotlivce. Dříve bylo v zemích, které byly považované za liberální demokracie, volební právo omezenější. Existoval také zákon přikazující registraci voličů před tím, než půjdou volit.
Ústava liberálně demokratického státu určuje jeho charakter. Stanovuje dobu vlády zvolených stran, klade důraz na jejich pravomoci, na nezávislé soudnictví a na kontrolu vládních zastupitelstev. Vládní orgán může započít činnost pouze v souladu s přijatými písemnými zákony a v souladu se schváleným postupem. Hodně demokratických států je orientováno federativně za účelem zabránit zneužívání pravomocí a rozdělení pravomocí vlád v daném městě, kraji nebo v národních vládách (např. Německo).

### Občanská práva a svobody

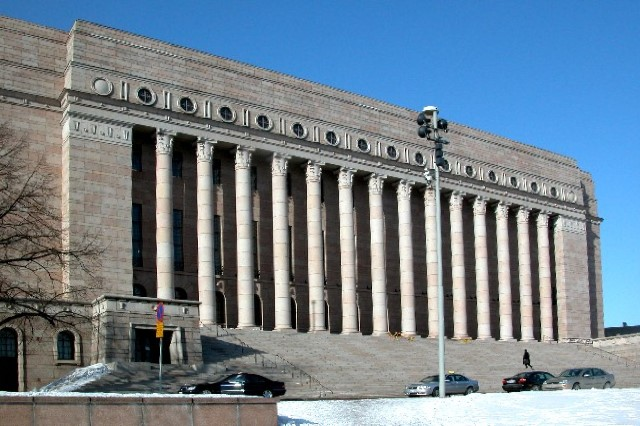
Finský parlament

I přesto, že by měly demokratické státy chránit práva jednotlivců, objevují se určitá omezení konkrétních svobod. Různá právní omezení, jako jsou například autorská práva, zákony proti pomluvě nebo omezení kritiky demokracie a podpory terorismu, jsou často nezbytná pro zajištění existence demokracie.
Stále existuje mnoho vlád, které jsou lidmi považovány za demokratické, i přesto, že potlačují svobodu projevu. Tato omezení svobody se vyskytují například ve formě omezení možnosti získat pracovní místo, zákazu přistoupit k volbám nebo jako diskriminace rasy či náboženství, které jedinec uznává.
Některá práva, která prosazuje demokracie v dané zemi, mohou být pro jiné demokratické země zcela neznámá. Například zákony Kanady, Indie, Izraele, Mexika a USA zaručují ochranu před dvojitým potrestáním za tentýž trestný čin (angl. double jeopardy, ekvivalent českého ne bis in idem), což je právo, které ostatní demokratické státy nezaručují. Mnoho Američanů pokládá za důležité právo na vlastnictví zbraně, kdežto jiné země tohle právo nestanovují.

### Předpoklady
Vlády, které jsou součástí systému, slibují ekonomické svobody, vedou k prosperující občanské společnosti a k vytvoření významné střední třídy. Jedná se o vlády liberálních demokracií. V autokratických nedemokratických zemích, kde chybí velký počet jedinců, kteří stojí o demokracii, někdy stačí málo k demokratickému převratu a zavedení svobodných voleb. Posun v politické kultuře a postupné dosažení k vytvoření demokratických vlád jsou zcela potřebné. Existují příklady jako v Latinské Americe, kde se povedlo demokracii udržet jen dočasně nebo v omezené době až do širších kulturních změn, které ustanovily podmínky, za kterých je možno, aby zde demokracie rozkvétala.
Jedním z klíčových bodů demokratické kultury je představa o „loajální opozici“. Tento kulturní posun je ale obtížný uskutečnit v zemích, kde došlo k demokratickému převratu násilnou cestou. Znamená to, že všechny strany odlišného názoru o demokracii budou sdílet společný závazek k jejich základním hodnotám. Političtí konkurenti mohou nesouhlasit, ale musí respektovat jeden druhého a uznávat legitimní a důležité role, kterou každý jedinec hraje. Základní pravidla o společnosti musí podporovat toleranci a zdvořilost ve veřejné debatě. V takovéto společnosti musí poražená strana ve volebních výsledcích přijmout svou porážku a pokojně předat moc vítězné straně. Poražení by měli žít v uspokojení a s vědomím, že jejich život a svoboda nekončí a že se mohou podílet na vládě. Nemusí být loajální vůči politice vítězné vlády, ale vůči základní legitimitě státu a demokratických procesů.

## Kritika liberální demokracie
Pojem liberální demokracie je těžké definovat vzhledem k míře jeho využívání v různých kontextech, zejména je problematické jeho vymezení, resp. odlišení od klasické demokracie. Není proto jasné, co přesně znamená. Na začátku 21. století je stále častější užívání tohoto pojmu určitými zájmovými skupinami. Kritika proto upozorňuje na uzurpování pojmu liberální demokracie v rámci politického boje, resp. jeho zneužití a naplnění obsahem, který nemá s klasickým liberalismem ani s demokracií mnoho společného.

## Liberálně demokratické státy

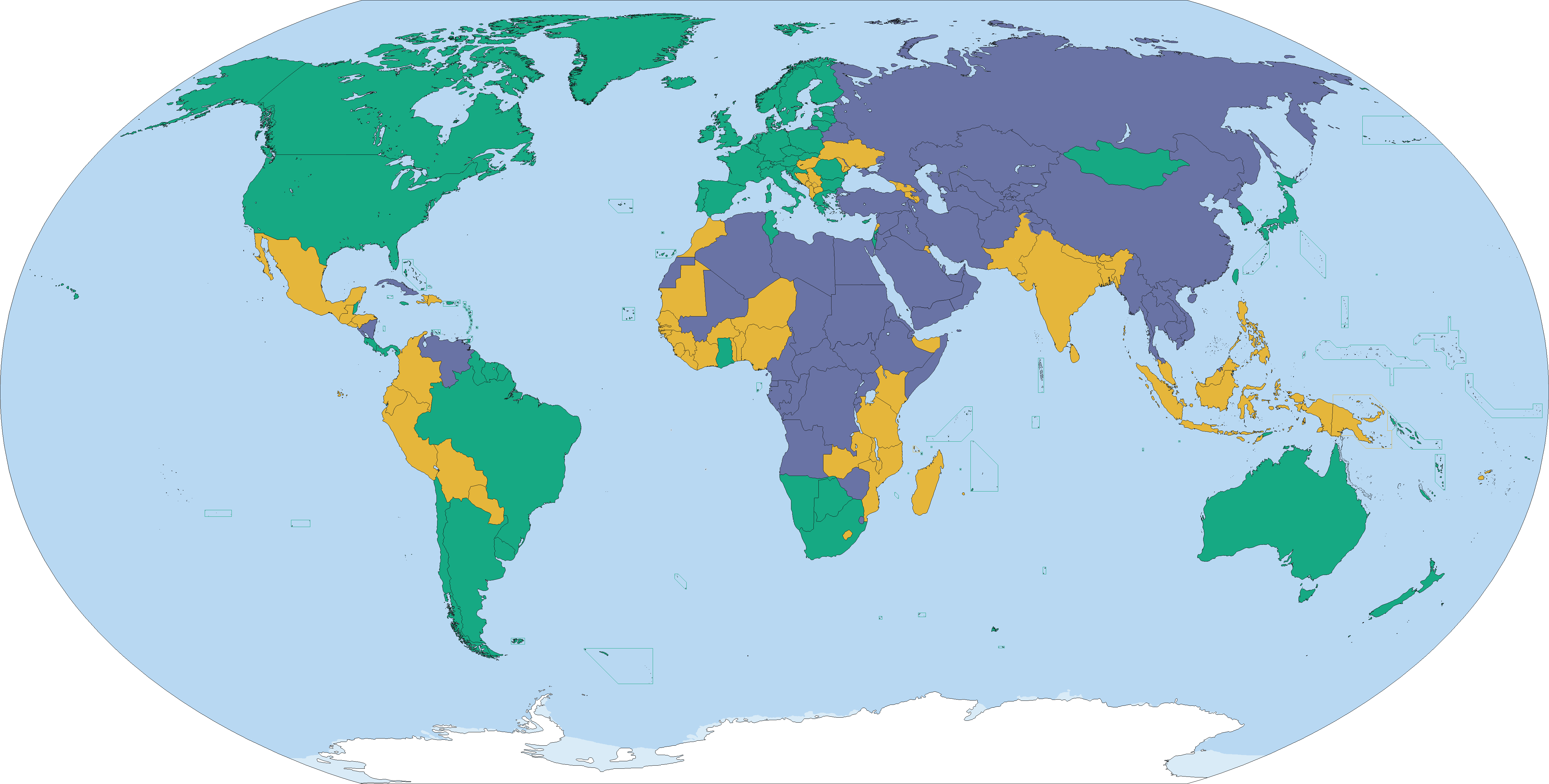
Mapa s výsledky americké vládou placené organizace Freedom House z roku 2021, která ukazuje „svobodné“ a „nesvobodné“ státy na světě, podle kterých definuje úroveň liberální demokracie. Některé z těchto průzkumů jsou ale sporné.
Svobodné státy (86)
Částečně svobodné státy (59)
Nesvobodné státy (50)

Graf Freedom House ukazující počet národů v různých kategorií v období let 1973–2013.
Svobodné státy
Částečně svobodné státy
Nesvobodné

Několik organizací a vědců tvoří seznam „svobodných“ a „nesvobodných“ států na světě, a to jak v současnosti, tak i o pár století zpět. Asi nejznámější seznam těchto údajů (Polity Data Set) je vyráběný organizací Freedom House.
Existuje také shoda mezi několika vědci a organizacemi (jako např. již zmiňovaná Freedom House), že státy Evropské unie, Norsko, Island, Švýcarsko, Japonsko, Argentina, Brazílie, Chile, Jižní Korea, Tchaj-wan, USA, Indie, Kanada, Izrael, Mexiko, JAR, Austrálie a Nový Zéland jsou liberální demokracie, však s Kanadou, která má největší rozlohu a Indií, která je svou demokracií na světě nejlidnatější. Indie se však v roce 2021 přeřadila do méně liberální kategorie „částečně svobodná“.
Freedom House se domnívá, že mnoho oficiálních demokratických vlád v Africe a bývalém Sovětském svazu je nedemokratických, obvykle proto, že vláda, která je u moci, má silný vliv na volební výsledky. Podle tohoto výkladu jsou nedemokratické státy ty s vládou jedné strany, obvyklé ve východní Asii, na Středním východě a severní Africe.
Organizace jako Freedom House a další nicméně byly historicky kritizovány ze strany osobností (Noam Chomsky, Edward S. Herman) i národních vlád za to, že straní americkým zájmům. To se podle kritiků promítá i do samotné definice demokracie, s níž organizace pracuje a kterou přímo ztotožňuje s tržní ekonomikou a ekonomickým liberalismem, čímž nebere ohled na různé ideologické pohledy na demokratické uspořádání. Podle studie Woutera P. Veenendaala Freedom House „výrazně přeceňuje formální aspekty demokracie namísto neformální analýzy mocenských a vlivových struktur... a mnohdy tak de facto vede k odklonu od podstaty demokracie jako systému“.

## Druhy systémů

Státní zřízení jednotlivých zemí v roce 2006

### Poměrný × většinový volební systém
Většinový volební systém přiděluje křesla v závislosti na regionální většině. Vítězný kandidát či politická strana obsazuje křeslo, které představuje daný region. Existují i jiné demokratické volební systémy, jako jsou například různé formy poměrného zastoupení, které přiděluje křeslo podle podílu jednotlivých hlasů, které strana obdržela celostátně nebo v určitém regionu.

### Prezidentský × parlamentní systém
Prezidentský systém je systém republiky, ve které hlava vlády (prezident) vede výkonnou moc a ta je oddělena od zákonodárné moci (viz dělba moci), hlava vlády je přímo volena a není odpovědna parlamentu. Parlamentní systém se vyznačuje výkonem vlády, která je závislá na přímé či nepřímé podpoře parlamentu, většinou vyjádřením důvěry. Legislativa tak má legitimitu odvozenu od občanů, zatímco vláda získává legitimitu nepřímo od parlamentu.